# アトムサポート
アトムサポート株式会社は、東京都板橋区に本社を置き、家庭用塗料「アトムハウスペイント」などの塗料と関連製品を販売する企業。塗料メーカー・アトミクスの子会社。

## 概要
「アトムハウスペイント」ブランドの家庭用塗料を中心に、業務用塗料、塗装用具、日用雑貨、ホームケア商品などの販売を行っている。
1937年（昭和12年）創業の塗料メーカー・アトミクス株式会社（旧社名・アトム化学塗料）の100%子会社（連結子会社）である。「アトムハウスペイント」はかつてアトミクスの家庭事業部が販売していたが、2001年（平成13年）にアトムサポートへ統合された。
1970年（昭和45年）、千葉市で「アトム商事」という社名で設立。2001年（平成13年）にアトム塗料販売、アトム東京販売を統合・合併し現社名に改め、本社を埼玉県菖蒲町（現・久喜市）に移転。同年10月、アトミクスの家庭事業部を統合。2007年（平成19年）、本社を東京都板橋区のアトミクスと同じ所在地に移転。

## 沿革
- 1970年11月18日 - 千葉県千葉市にてアトム商事として設立。
- 2001年
  - 4月 - アトム塗料販売、アトム東京販売を合併しアトムサポートに社名変更。本社を埼玉県菖蒲町に移転。
  - 10月 - アトミクスの家庭事業部（家庭用塗料販売部門）を統合。
- 2007年10月 - 本社を東京都板橋区舟渡に移転。

## 提供番組
かつてはテレビCMを提供しており、テレビ朝日系が多かった。現在はスポンサーは撤退している。
- 木曜時代劇 - テレビ朝日